# Iwona Wawer
Iwona Kamila Wawer (ur. 1947) – polska chemiczka, prof. dr hab. nauk farmaceutycznych, emerytowana kierownik i profesor Zakładu Chemii Fizycznej Wydziału Farmaceutycznego Warszawskiego Uniwersytetu Medycznego, a wcześniej wieloletni pracownik Wydziału Chemii Uniwersytetu Warszawskiego.

## Życiorys
Urodzona w roku 1947. W latach 1970–1995 zatrudniona na Wydziale Chemii Uniwersytetu Warszawskiego. Doktorat obroniła w roku 1977. 19 grudnia 1994 habilitowała się na podstawie pracy zatytułowanej Jądrowy rezonans magnetyczny w badaniach dynamiki strukturalnej w roztworach. 
W roku 1995 została zatrudniona na stanowisku Kierownika Zakładu Chemii Fizycznej na Wydziale Farmaceutycznym Warszawskiego Uniwersytetu Medycznego. 18 kwietnia 2011 uzyskała tytuł profesora nauk farmaceutycznych.
Obecnie wykłada na kierunku Zielarstwo na Karpackiej Państwowej Uczelni w Krośnie.
Jest wiceprezesem stowarzyszenia Zjednoczona Aronia oraz propagatorką zdrowotnych właściwości tego owocu. Dzięki niej aronia trafiła do Japonii po katastrofie elektrowni atomowej w Fukushimie w 2011 roku.